# Новак, Якоб
Якоб Новак (словен. Jakob Novak; род. 4 марта 1998, Словения) — словенский футболист, полузащитник румынского клуба «Оцелул», выступающий на правах аренды за казахстанский клуб «Женис».

## Карьера
1 июля 2018 года перешёл в словенский клуб «Целе».
24 августа 2021 года подписал контракт с клубом «Болуспор». 12 сентября 2021 года в матче против клуба «Коджаэлиспор» дебютировал в турецкой первой лиге.
7 февраля 2023 года стал игроком казахстанского клуба «Атырау».

## Достижения
«Олимпия» Любляна
- Чемпион Словении: 2015/16

«Целе»
- Чемпион Словении: 2019/20

«Атырау»
- Финалист Кубка Казахстана: 2024

## Клубная статистика
| Игровая карьера | Игровая карьера | Игровая карьера | Лига | Лига | Кубок | Кубок | Межд. | Межд. | Др. | Др. |
| --------------- | --------------- | --------------- | ---- | ---- | ----- | ----- | ----- | ----- | --- | --- |
| 2018/19         | Целе            | А               | 22   | 0    | 2     | 0     | —     | —     | —   | —   |
| 2019/20         | Целе            | А               | 23   | 1    | 2     | 2     | —     | —     | —   | —   |
| 2020/21         | Целе            | А               | 31   | 1    | 3     | 0     | 3     | 0     | —   | —   |
| 2021/22         | Болуспор        | Б               | 19   | 1    | 3     | 1     | —     | —     | —   | —   |
| 2023            | Атырау          | А               | 24   | 2    | 5     | 0     | —     | —     | —   | —   |